# ソンバトヘイ

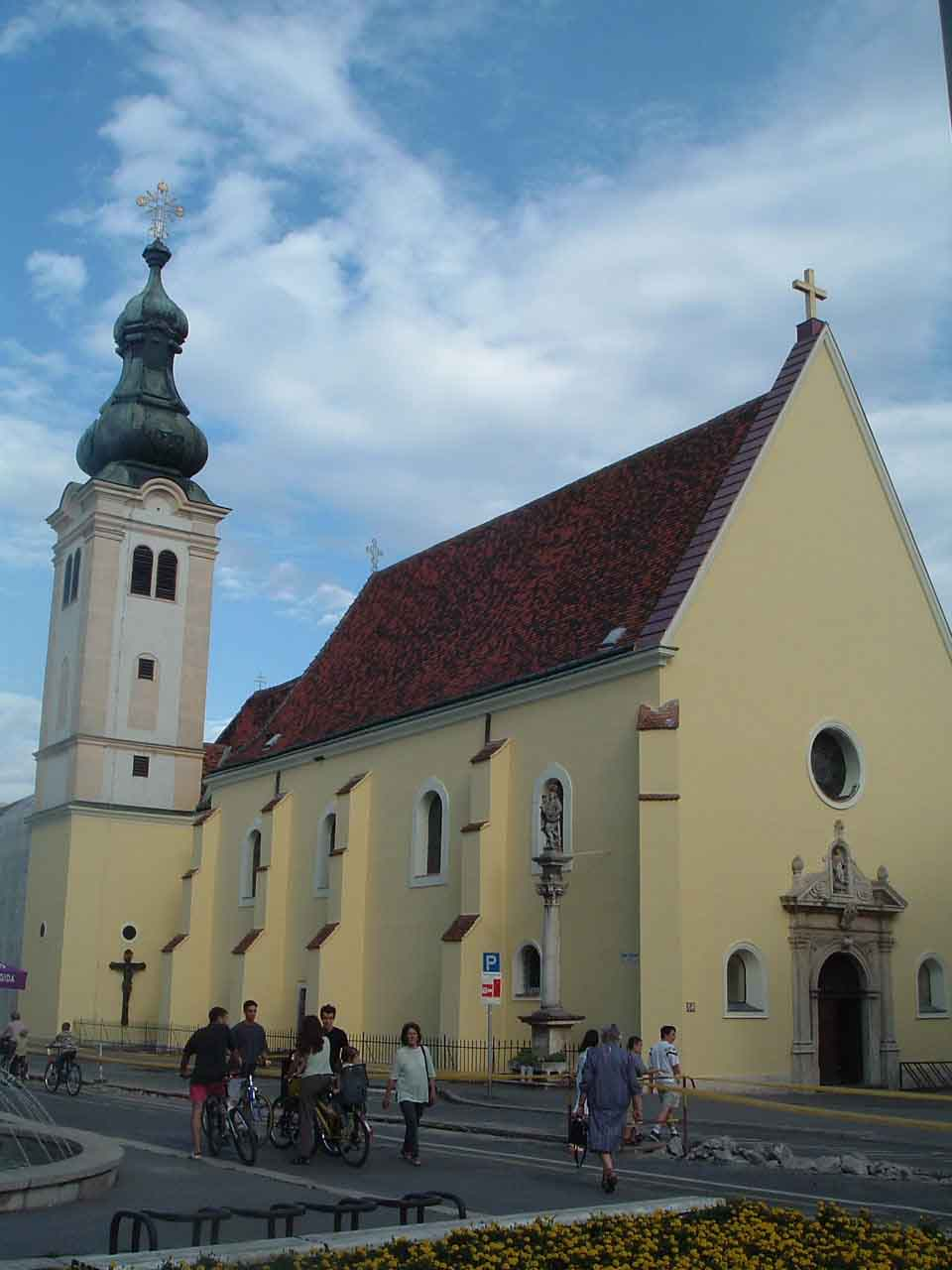
フランシスコ会派教会

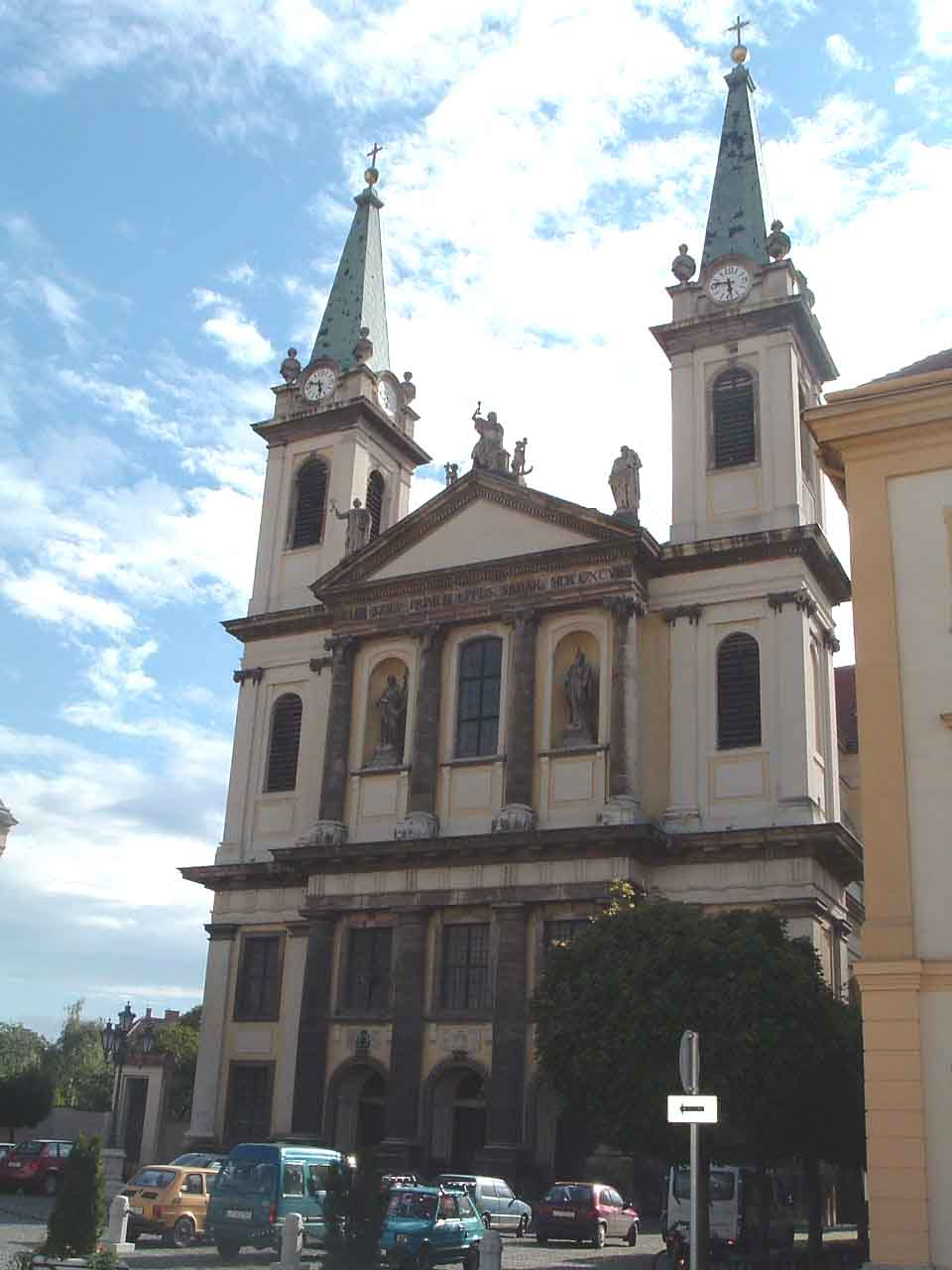
聖堂

ソンバトヘイ （ハンガリー語：Szombathely、発音：som.bɒt.hɛj、ラテン語：Savaria/Sabaria、ドイツ語: Steinamanger、クロアチア語：Sambotel、スロベニア語：Sombotel、スロバキア語：Kamenec、セルビア語：Sombathelj または Сомбатхељ）は、ハンガリー西部の都市。ヴァシュ県の県都で、オーストリア国境に近い。

## 位置
ソンバトヘイはペリント（Perint）とジェンジェシュ（Gyöngyös）の2つの川が流れ、アルプス山脈の一部であるアルポカヤ（Alpokalja）山脈と小ハンガリー平原が出会う地点にある。

## 市名の由来
ソンバトヘイのszombatはハンガリー語で土曜日、helyは場所を意味することから、毎週土曜日に市場が開かれていた事実を指している。
ドイツ語名シュタイナマンガー（Steinamanger）は、野原にある石（Stein am Anger）を意味し、古代ローマ帝国の都市サヴァリアの廃墟を意味する。シュタイナマンガーには別の説もある。458年の地震で都市が破壊されたことを指すのではないかと、一部の歴史家は考えている。
ラテン語名サヴァリアまたはサバリアは、ジェンジェシュ（Gyöngyös）川のラテン語名シバリス（Sibaris）から由来する。語源はインド・ヨーロッパ祖語のseu（湿った、という意味）にある。川のオーストリア側での流域ではいまだにラテン語名の一種であるZöbernの名で呼ばれている。

## 歴史

### ローマ都市サヴァリア
ソンバトヘイはハンガリー最古の都市である。コロニア・クラウディア・サヴァリエンスム（Colonia Claudia Savariensum、クラウディウスのサヴァリア植民市）として紀元45年に建てられた。そしてローマ帝国の州パンノニアの首都となった。琥珀の道と呼ばれた重要な通商行路に近い位置にあった。市には帝室の邸宅、公共浴場、アンフィテアトルムがあった。セプティミウス・セウェルスはパンノニア総督からローマ皇帝に選ばれた人物である。
ローマ皇帝コンスタンティヌス1世は幾度かサヴァリアを訪問している。彼は、かつてこの地域の大勢のキリスト教徒の生命を要求したキリスト教徒迫害を終わらせた。皇帝は植民地を再編成し、サヴァリアをパンノニアの首都とした。この時代はサヴァリア繁栄の絶頂期であり、人口が増加し、劇場や教会を含む新たな建物が建てられた。聖トゥールのマルティヌスはサヴァリアで生まれている。
ウァレンティニアヌス1世の死後、フン族がパンノニアへ侵攻し、アッティラ軍がサヴァリアを441年から445年まで占領した。458年、サヴァリアは地震で破壊された。

### 中世のソンバトヘイ
都市には、全ての困難をものともせずに住民が住み続けた。市壁は修繕され、多くの新たな建物が破壊されたローマ時代の建造物からの石を用いて建てられた（壮麗さにおいて以前より劣っていた）。ラテン系住民の多くはイタリアへ去ったが、ゴート族とランゴバルド族の移民がやってきて住み着いた。
6世紀から8世紀、市にアヴァール族とスラヴ人が住み着いた。795年、フランク族がアヴァール族とスラヴ人を打ち負かして市を占領した。シャルルマーニュ本人ですら、聖マルネィネスが生まれたサヴァリアを訪問したのである。
東フランク王アルヌルフは、875年に市をザルツブルク大司教へ与えた。この時代に、ローマ時代の公共浴場から持ち出された石で城が建設されたらしい。のちサヴァリアはモラヴィア人に占領されたが、900年頃にマジャル人が侵攻してきたためにモラヴィア人支配は短期で終わった。
1009年、ハンガリー王イシュトヴァーン1世がソンバトヘイに新たにジェール司教座を設立した。1042年から1044年にかけ、ソンバトヘイはアバ・シャームエルと神聖ローマ皇帝ハインリヒ3世の争いの最中に多くの被害を受けた。
1241年から1242年にかけ、ソンバトヘイはモンゴル人のヨーロッパ侵攻で破壊されたが、1407年に自由自治都市特権を授与されてから短期間で再建された。1578年、ソンバトヘイはヴァシュ地方の首都となった。
市は繁栄を続けたが、1605年にボチュカイ・イシュトヴァーン軍が市を占領した。

### 近代
オスマン帝国がヨーロッパへ侵攻してくると、オスマン帝国軍は1664年（近隣の町en:Szentgotthárdで敗退した）、1683年（第二次ウィーン包囲の際に敗退）の2度ハンガリー西部を占領した。そして彼らは退却する途上にある多くの町で略奪を働いた。しかし市壁のおかげで、ソンバトヘイは2度とも被害を逃れた。ハンガリーがオスマン帝国支配から解放された後、18世紀初頭のトランシルヴァニア公ラーコーツィ・フェレンツ2世の対ハプスブルク革命が起こるまで、平和な時代が続いた。 
革命の間、ソンバトヘイはラーコーツィ・フェレンツを支援したが、1704年にハプスブルク軍に占領された。1705年11月に解放されたが再度1706年初頭に占領された。それから数年の間、ソンバトヘイは幾度かトランシルヴァニア軍とハプスブルク軍の両方に占領された。
1710年6月、およそ2000人の市民がペストで死に、1716年5月3日、市は大火で破壊された。減少した人口を補うべく新たな移住者がやってきたが、その多くはドイツ人で、長く市の人口の多数を占めていた。ジェール司教ジーツィ・フェレンツの援助を受けて市は再び繁栄し始め、1772年にギムナジウムが建てられ、1777年には女帝マリア・テレジアによってソンバトヘイ司教区が新設された。ソンバトヘイ新司教シリー・ヤーノシュは市のために多くを行い、彼は打ち捨てられていた城の廃墟を所有し、新たに建設された聖堂、司教邸宅複合施設と学校（1793年開校）を所有していた。
1809年、ナポレオン軍がソンバトヘイを占領し、市内の広場で短期の戦闘をした結果110日間居座った。1817年、市の2/3が大火で損傷した。1813年には、コレラの大流行で多くの命が失われた。
ハプスブルク支配下の1848年革命では、ソンバトヘイは革命側を支援した。しかし、ハプスブルク支配下にあったソンバトヘイでは戦闘は起こらなかった。アウスグライヒ以後の年月が、繁栄をもたらした。鉄道路線が1865年に市に敷かれ、1870年代にはソンバトヘイは主要な鉄道連絡駅となった。1885年、近接する村Ó-PerintとSzentmártonが市と合併した。
1890年代、エーヘン・ジュラ（Gyula Éhen）が市長となると、市は非常に発展した。道路が敷かれ、市は運河を切り開き、トラム路線が下町の駅とカルヴァリ教会との間に建設された。市営カジノ、大規模ホテル、この地方最初の孤児院が建設された。人口は40年の間に4倍に増えた。
市長ブレンネル・トービアーシュ（Tóbiás Brenner）時代も繁栄が続き、美術館、公共浴場、修道院、数軒の下町の邸宅群が建設され、音楽学校が開校して市はオーケストラを得た。

### 20世紀から21世紀

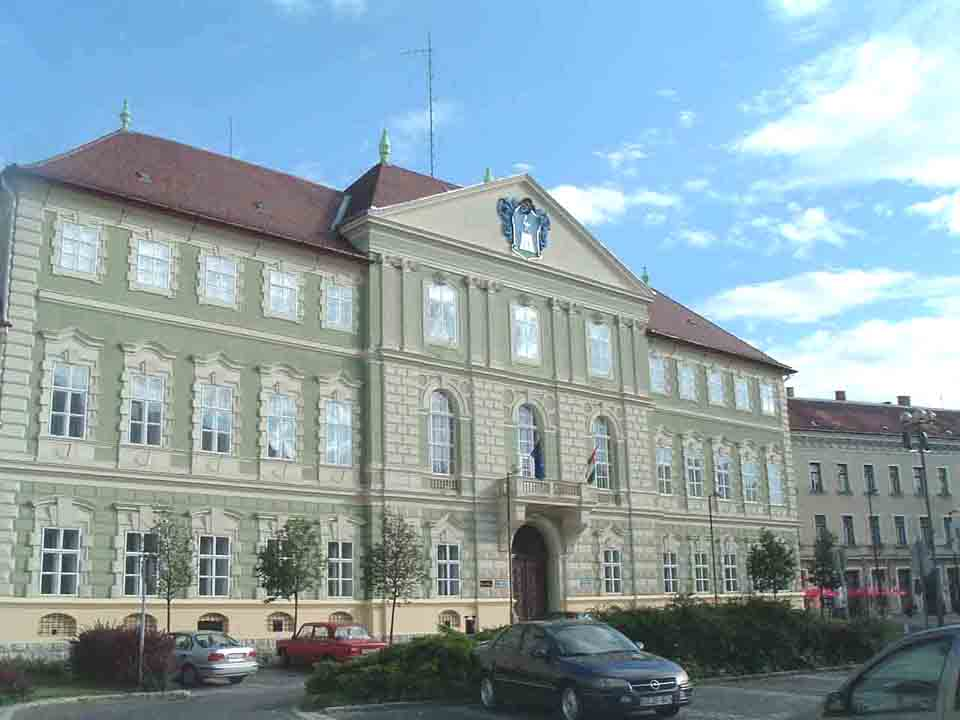
ヴァシュ県庁舎

トリアノン条約後、ハンガリー王国は西部の領土をオーストリアに奪われて、ソンバトヘイは新たなオーストリアとの国境からわずか10キロの距離に位置することとなり、西ハンガリーの中心地の役割は終わった。最後のオーストリア皇帝カール1世は再びハンガリー王位に就こうと画策して、ソンバトヘイで熱狂的に迎えられたが、彼のハンガリー再統治の試みは失敗した。
世界大戦の端境期もソンバトヘイは繁栄し、多くの学校が開校し、1926年から1929年の間にはドナウ川流域地域一現代的な病院が建設された。
第二次世界大戦中、ヴァシュ地方の他町村と同様に、ソンバトヘイは鉄道、交通の接続、操車場の配列、地方飛行場、兵舎といったもののために標的とされていた。町は、それゆえに枢軸国側を支援する兵站学上の軍事基盤の一部となった。町と近辺は日ごとアメリカ空軍による空襲に遭い（1944年と1945年）、夜ごとイギリス空軍による攻撃も受けた。 これらの航空機はイタリアの基地から操縦してきていた。 
1945年3月28日、ナチス・ドイツの第6親衛隊Panzerと第6師団は、ラバ川を越えて猛攻するソビエト連邦軍第46師団と、第3ウクライナ前線部隊を要する第26師団に押し戻された。ソンバトヘイは、1945年3月29日にソビエトに占領された。
戦後、市は多くの近接する村々を併合して拡大した。
ハンガリー動乱では、市を占領したソビエト軍によって多くの市民が殺害された。
1970年代、市は工業化され、多くの工場が建設された。1980年代には市は繁栄し、いくつかの新たな建物、県立図書館、公営の屋内プール、美術館が建った。
2006年、EU基金から財政援助がされた市中心広場の刷新事業が完成した。

### ソンバトヘイのユダヤ人共同体の歴史
1567年、神聖ローマ皇帝マクシミリアン2世は、ソンバトヘイの市壁内側にカトリック教徒以外は住んではいけないとしても、町に特権を授けた。17世紀から18世紀にかけてでさえ、自治体の有力者らはユダヤ人に店を貸し、18世紀にはユダヤ人は家族を連れずに一人だけで日中のみ町に残ることが許されていた。19世紀初頭には、ユダヤ人の3家族か4家族だが、私有の家として住居を市壁内に相続していた。シュタイナマンガー（またはシュタイン＝アム＝アンガー、ソンバトヘイのドイツ語名）の小さなユダヤ人共同体の人々は、ほとんどが町の中には住めず、遠く離れた区画に住んでいた（現在はソンバトヘイの一部である）。ユダヤ系住民はかつて共同体を形成していたレヒニッツ（現在はオーストリア・ブルゲンラント州の地方自治体）から1830年に引き離され、新たな移住先であるソンバトヘイでユダヤ人共同体として知られるようになったのである。1840年の法律によってユダヤ系ハンガリー人が市壁内居住の禁止令から解放されると、ソンバトヘイ市は彼らに対して門戸を開くことを余儀なくされた。しかし1848年革命の当初、彼らは革命支持者から攻撃され略奪されただけでなく、追放を伴う脅迫をされた。市の有力者らはユダヤ人共同体に対し干渉を行ったが、平和が取り戻されると、ユダヤ人共同体は急速に発展した。
1846年に初のユダヤ人小学校が開校し、1905年には普通学校として4つの学年をもち230人ほどの生徒を抱えて運営されていた。最初のシナゴーグは、町のかつての領主バッチャーニー公がユダヤ人に対して土地を売ったことから建てられた。1880年、大きな神殿が建てられた。それはハンガリー国内でも堂々たる構成をもつ建物の一つだった。共同体の創設者であり、初代のラビでもあるルートヴィヒ・ケーニグスバーガー（1861年没）である。彼の後を継いだのはレオポルト・ロッケンシュタイン、ヨーゼフ・シュテイアー、ベルンシュテイン・ベーラであった。小さな正統派ユダヤ教信徒団はおよそ60人から70人の会衆をもち、1870年に本体のユダヤ教会から分離された。1910年の調査によると、市人口の1割にあたる10.1%の市民3,125人は信仰によりユダヤ人とされていた。1944年7月4日から6日にかけ、4,228人のユダヤ人たちが、ハンガリー人有力者たちによってソンバトヘイからアウシュヴィッツ強制収容所へと追放された。
かつてのユダヤ教神殿はルートヴィヒ・シェーネの設計で、オリエントとロマン主義要素が組み合わされていた。1975年より、コンサート・ホールとして機能している。外にある記念碑は、第二次世界大戦で追放されたユダヤ人を記念した物である。

#### 参照
- この記事にはパブリックドメインである次の文書本文が含まれる: Singer, Isidore [in 英語]; et al., eds. (1901–1906). The Jewish Encyclopedia. New York: Funk & Wagnalls. {{cite encyclopedia}}: |title=は必須です。 (説明)

## 姉妹都市
- カウフボイレン 、ドイツ
- コリング 、デンマーク
- フェラーラ 、イタリア
- マリボル 、スロベニア
- ヨシュカル・オラ 、ロシア
- ラッペーンランタ 、フィンランド
- ラマト・ガン 、イスラエル

## 人物

### 出身者
- ヨージェフ・アシュボード　-　1947年全仏テニス選手権男子シングル優勝者
- ラヨシュ・ミラー - バリトン歌手
- ギョルギ・ガリッチ - サッカー選手
- キラーイ・ガーボル - サッカー選手
- グズミチ・リハールド - サッカー選手
- ナジ・マリアンナ - フィギュアスケート選手
- ナジ・ラースロー - フィギュアスケート選手
- トゥールのマルティヌス - キリスト教の聖人

### ゆかりの人物
- アドリアン・アヌシュ - セゲド出身のハンマー投げ選手　1989年から居住